# ハーツ・ザット・ストレイン
『ハーツ・ザット・ストレイン』（Hearts That Strain）は、2017年にリリースされたジェイク・バグの4枚目のスタジオ・アルバムである。

## 収録曲
全作詞作曲：ジェイク・バグ
1. ハーウ・スーン・ザ・ドーン - How Soon the Dawn
2. サザン・レイン - Southern Rain
3. イン・ザ・イヴェント・オブ・マイ・ディマイズ　- In the Event of My Demise
4. ディス・タイム - This Time
5. ウェイティング feat. ノア・サイラス - Waiting (featuring Noah Cyrus)
6. ザ・マン・オン・ステージ - The Man on Stage
7. ハーツ・ザット・ストレイン - Hearts That Strain
8. バーン・アローン - Burn Alone
9. インディゴ・ブルー - Indigo Blue
10. ビガー・ラヴァー - Bigger Lover
11. エヴリ・カラー・イン・ザ・ワールド - Every Colour in the World

日本盤ボーナストラック
1. アゲインスト・ザ・グレイン - Against the Grain